# Sü Si-ken
Sü Si-ken (čínsky pchin-jinem Xú Xīgēn, znaky tradiční 徐錫根; 1903 – ???) byl čínský komunistický revolucionář a odborový aktivista, na přelomu 20. a 30. let jeden z předních představitelů Komunistické strany Číny, v letech 1928–1932 člen jejího ústředního výboru a kandidát a člen politbyra. Roku 1932 byl zatčen kuomintangskou policií, po zatčení přešel na stranu kuomintangského režimu, změnil si jméno na Feng Čchi (čínsky pchin-jinem Féng Qí, znaky tradiční 馮琦) a obdržel různá úřednická místa ve státní správě a odborech, většinou v provincii Ťiang-si. Roku 1949 uprchl na Tchaj-wan.

## Život
Sü Si-ken se narodil roku 1903 ve Wu-si na jihu provincie Ťiang-su. V mládí byl odborovým aktivistou ve Wu-si, později organizoval dělnické hnutí v Šanghaji. Na VI. sjezdu KS Číny v červnu–červenci 1928 byl zvolen členem ústředního výboru, kandidátem politbyra a kandidátem stálého výboru politbyra. Převzal funkci tajemníka ťiangsuského provinčního výboru KS Číny a tajemníka šanghajského městského výboru KS Číny. Jako tajemník ťiangsuského provinčního výboru roku 1929 nesouhlasil s Li Li-sanovou politickou linií založenou na údajném vzestupu revolučních nálad v zemi. V říjnu 1931 byl převeden mezi členy stálého výboru, ale po reorganizaci vedení komunistické strany v lednu 1931 se vrátil na pozici člena politbyra a kandidáta stálého výboru.
V září 1932 byl zatčen kuomintangskou policií. Pod tlakem svých věznitelů se distancoval od komunistické strany a přešel na stranu kuomintangského režimu. Změnil si jméno na Feng Čchi a dostal zaměstnání v kuomintangské státní správě, pracoval v ústředním úřadu pro průzkumy a statistiku, v roce 1937 se stal správcem okresu Fu-liang v provincii Ťiang-si, později byl vedoucím Zvláštního dělnického výboru ťiangsijské provinční vlády. V roce 1944 se stal předsedou Federace odborových svazů v Ťiang-si. V roce 1945 byl jmenován správním inspektorem okresu Fu-liang. V letech 1948–1949 vykonával funkci komisaře a velitelem bezpečnosti pátého obvodu provincie Ťiang-si. Roku 1949 s dalšími funkcionáři kuomintangského režimu uprchl na Tchaj-wan.